# Bujaków (Mikołów)
Bujaków (deutsch Bujakow) ist ein Stadtteil von Mikołów (Nikolai) im Powiat Mikołowski der Woiwodschaft Schlesien in Polen.

## Sehenswürdigkeiten
- Die römisch-katholische St.-Nikolaus-Kirche (Kościół Świętego Mikołaja) wurde erstmals im Jahre 1300 erwähnt. Sie wurde vermutlich anstelle einer Kultstätte errichtet. Nach Abbruch der Wehrmauer wurde sie um 1500 neu geweiht. Ein weiterer Umbau erfolgte im 18. Jahrhundert. 1923 wurde ein Turm mit Glockenhaube errichtet, 1926 ein neuer Chor. Die Kapelle der Familie Bujakowski ist aus dem Jahre 1570, das klassizistische Taufbecken mit Taufe Christi wurde im 19. Jahrhundert geschaffen.

- Im Pfarrhaus befindet sich ein Sühnekreuz aus dem Jahr 1691.[1]

## Söhne und Töchter
- Konstanty Wolny (1877–1940), Rechtsanwalt und oberschlesischer polnischer Aktivist